# Stahlnetz: Die Tote im Hafenbecken
 Die Tote im Hafenbecken ist der 4. Kriminalfilm der Fernsehreihe Stahlnetz. Die deutsche Erstausstrahlung erfolgte am 22. August 1958 im Ersten Programm der ARD.

## Handlung
In den Abendstunden des 8. April verliert sich die Spur der in Hamburg-St. Pauli lebenden Prostituierten Helga Wieberitz. Am 22. April gibt ihre Zimmerwirtin eine Vermisstenanzeige bei der Davidwache auf, die Suche nach der verschwundenen Frau bleibt allerdings erfolglos. Erst drei Monate später, am 12. Juli, wird ihre Leiche aus einem Hafenbecken geborgen, nur bekleidet mit einem Unterrock und gefesselt mit einem Tau, an dem eine Windenkurbel zum Beschweren befestigt ist. Aufgrund der Auffindesituation geht die Polizei von einem Verbrechen aus und der Fall wird Kommissar Bohde von der Mordkommission übertragen.
Bohde und seine Mitarbeiter Achsmann und Schadow versuchen, den genauen Ablauf der letzten Stunden im Leben von Helga Wieberitz zu rekonstruieren. Diese hatte sich wie gewöhnlich in der „Tampico-Bar“ aufgehalten und dort die Bekanntschaft von vier Seeleuten gemacht. Außerdem hatte sie von einem Kellner eine Armbanduhr bekommen, der sie gebeten hatte, einen Käufer dafür zu finden. Bei der Leiche wurde allerdings keine Uhr gefunden. Ruth, eine Berufskollegin Helgas, sagt aus, sie sei um Mitternacht herum mit einem Freund am Oceana-Hafen vorbeigekommen, dort habe sie Helga zusammen mit einem Mann aus einem Taxi steigen sehen. Helga habe sie gefragt, ob sie mit auf ein Schiff kommen wolle, dort würde eine Feier stattfinden. Sie, Ruth, habe zwar Lust gehabt, doch ihr Freund nicht. Bohde gelingt es, den Taxifahrer Karlemann ausfindig zu machen, der Helga und ihren Begleiter an jenem Abend zum Karpfangerkai im Oceana-Hafen gefahren hatte. Karlemann kann allerdings nicht mehr aussagen, als dass der Mann Charly genannt wurde und seine Fahrgäste sich gestritten hätten. Auf welches Schiff sie gegangen seien, wisse er nicht. 
Nun gilt es, den Namen des Schiffes ausfindig zu machen, das in der Nacht vom 8. auf den 9. April am Karpfangerkai festgemacht hatte. Es kommen vier Schiffe in Frage. Für sie werden Berichte über den Stand der Ermittlungen abgefasst, die Personenbeschreibung der Begleitung Helgas und Bilder der Windenkurbel, des Taus und der Armbanduhr beigelegt. Für zwei Schiffe werden außerdem richterliche Durchsuchungsanordnungen erlassen, da sie in Kürze deutsche Hoheitsgewässer erreichen werden.
Positive Rückmeldung kommt von der „MS Patricia“. Dort fehle eine Windenkurbel, der Leichtmatrose Jan Driesen trage die besagte Armbanduhr. Nach einer Mitteilung der Wasserschutzpolizei Kiel fahren die Beamten nach Kiel-Holtenau, da die „MS Patricia“ in Kürze in der dortigen Schleuse festmachen wird. Mit dabei ist der Taxifahrer Karlemann, um den Mann zu identifizieren, der mit Helga zum Hafen gefahren war. Zunächst wird der Matrose Charly befragt, der aussagt, an dem besagten Abend keinen Landgang erhalten zu haben, da er Wache hatte. Er bestätigt auch die vorangegangenen Aussagen des Kapitäns, dass sein Kollege Driesen sich seit dem Besuch schwedischer Polizei an Bord recht merkwürdig benehme. Als Nächstes erscheint Driesen zum Verhör und erklärt, den Abend gemeinsam mit Charly und zwei anderen Matrosen in einer Bar verbracht zu haben. Da Charly eigentlich Wache gehabt habe, sei er schon früher wieder zum Schiff zurückgekehrt. Bei einer Gegenüberstellung kann Karlemann in Driesen nicht seinen männlichen Fahrgast jener Nacht wiedererkennen. Auf die Herkunft der Uhr angesprochen, erklärt Driesen, sie von Charly erworben zu haben. Inzwischen versucht Charly von Bord zu fliehen, kann aber von Achsmann daran gehindert werden. Charly gibt schließlich zu, mit Helga über den Preis für ihre Dienste in Streit geraten zu sein, sie getötet und anschließend den Leichnam mit der Windenkurbel beschwert ins Wasser geworfen zu haben.

## Sonstiges
Der tatsächliche Fall ereignete sich im Jahr 1953. Der Täter war ein holländischer Seemann.
Erstmals wird hier der Titel der Folge genannt, dafür fehlt in Vor- und Abspann die bekannte Titelmusik. Freddy Quinn hat einen kurzen Auftritt als Sänger eines spanischen Liedes in der „Tampico-Bar“. Kurt Condé als Kommissar Bohde ist einer von zwei Off-Sprechern. Die Episode ist in einer 2013 erschienenen DVD-Box mit sämtlichen Stahlnetz-Folgen enthalten.
Wie üblich wurden Namen von Beteiligten und Schauplätzen geändert. So gibt und gab es in Hamburg keinen Oceana-Hafen und keinen Karpfangerkai.
Die Tote im Hafenbecken ist mehrfach in Romanform publiziert worden, das erste Mal 1960 im Gütersloher Bertelsmann-Verlag, zuletzt 2022 gemeinsam mit einer weiteren Kriminalerzählung von Hans-Jürgen Raben unter dem Titel Hamburg und die Tote im Hafenbecken im Verlag epubli.